# Andreas Ernst Etlinger
Andreas Ernst Etlinger (1730-1790) fue un botánico alemán.

## Algunas publicaciones
- 1777. De salvia dissertatio inauguralis. Ed. Typis Wolfgangi Waltheri, 63 pp. en línea

- 1777. Commentatio Botanico-Medica De Salvia. Ed. Waltherus, 63 pp. en línea

## Honores

### Eponimia
- (Zingiberaceae) Etlingera Giseke[1]

- La abreviatura «Etl.» se emplea para indicar a Andreas Ernst Etlinger como autoridad en la descripción y clasificación científica de los vegetales.[2]